# Saint-Launeuc
Saint-Launeuc (Aussprache [sɛ̃lonœk], bretonisch: Sant-Laoueneg) ist eine ehemalige französische Gemeinde mit 190 Einwohnern (Stand: 1. Januar 2022) im Département Côtes-d’Armor in der Region Bretagne. Sie gehörte zum Arrondissement Saint-Brieuc. Die Bewohner werden Launeucois und Launeucoises genannt.
Saint-Launeuc erhielt 2024 die Auszeichnung „Vier Blumen“, die vom Conseil national des villes et villages fleuris (CNVVF) im Rahmen des jährlichen Wettbewerbs der blumengeschmückten Städte und Dörfer verliehen wird.
Der Erlass des Präfekten vom 6. Dezember 2024 legte mit Wirkung zum 1. Januar 2025 die Eingliederung von Saint-Launeuc als Commune déléguée zusammen mit der früheren Gemeinde Merdrignac zur gleichnamigen Commune nouvelle Merdrignac fest.

## Geografie

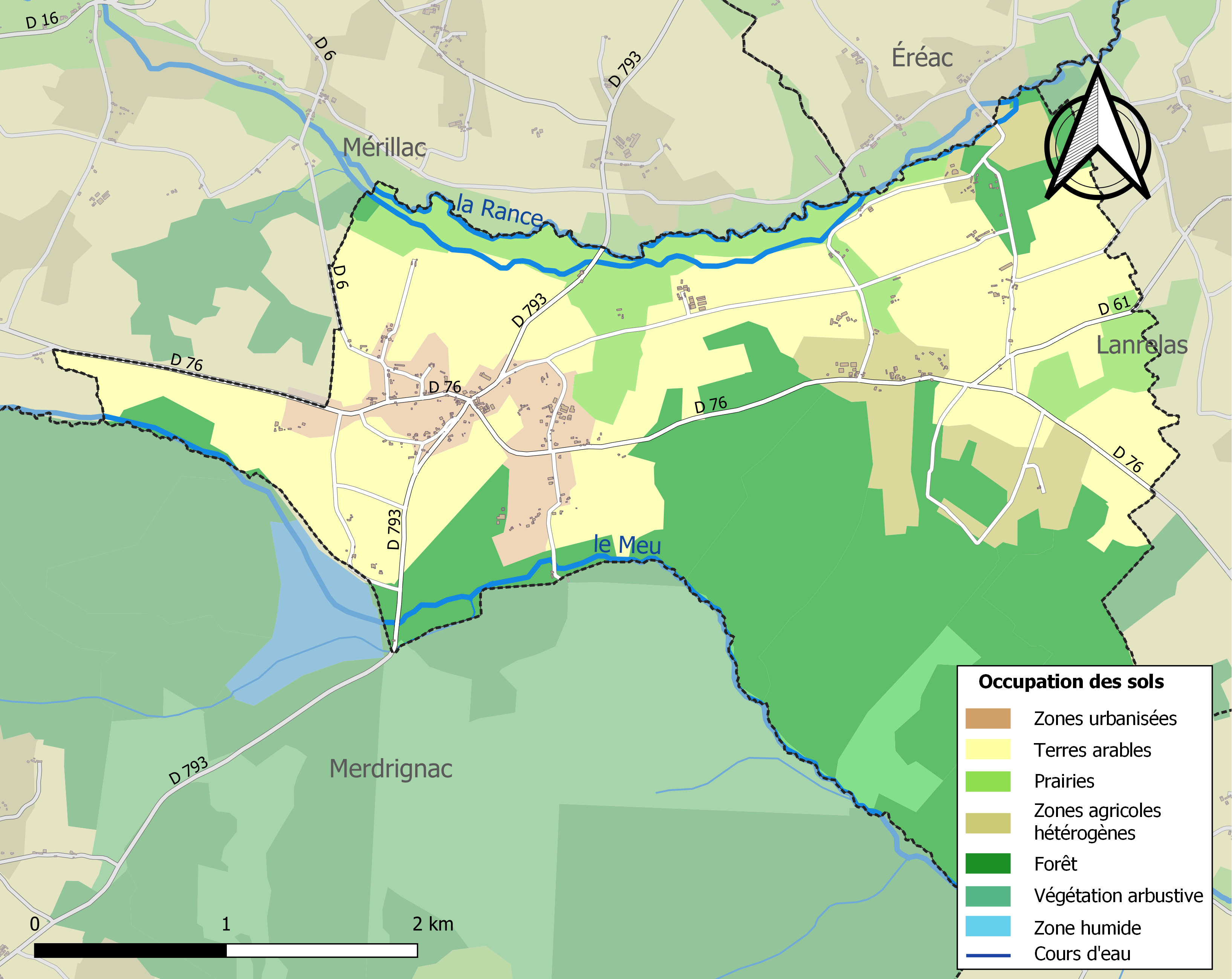
Bodennutzung, Hydrografie und Infrastruktur von Saint-Launeuc (2018)

Saint-Launeuc liegt etwa 42 Kilometer südöstlich von Saint-Brieuc, etwa 53 Kilometer westnordwestlich von Rennes und etwa 48 Kilometer nordnordöstlich von Pontivy in der historischen Landschaft des Pays de Saint-Brieuc. Das Ortsgebiet wird von den Flüssen Rance und Meu entwässert, die es im Norden bzw. im Süden begrenzen.
Saint-Launeuc befindet sich auf der Hochebene von Rohan. Das Relief des Gebiets ist relativ flach und zeigt einen sanften Bergrücken zwischen den Tälern von Rance und Meu. Das Zentrum im Weiler La Barrière liegt auf einer Höhe von etwa 145 m nördlich der Scheitellinie dieses Bergrückens. Die maximale Erhebung von 159 m wird im äußersten Westen gemessen, die minimale mit 104 m im äußersten Nordosten beim Austritt der Rance aus dem Ortsgebiet.
Teile des Gebiets von Saint-Launeuc gehören zu den ZNIEFF-Naturzonen „Étang de la Hardouinais“ (530002623) und „Forêt de la Hardouinais“ (530002897). Rund 51 % der Fläche von Saint-Launeuc werden landwirtschaftlich genutzt, hauptsächlich als Kulturboden, rund 40 % sind bewaldet, insbesondere durch den Anteil am Waldgebiet Forêt de la Hardouinais im Südosten des Ortsgebiets, rund 6 % entfallen auf bebaute Flächen, rund 2 % auf Flächen mit Strauch- und/oder Kräutervegetation, rund 1 % auf Binnengewässer, vor allem durch den Anteil am Étang de la Hardouinais im Südwesten (Stand: 2018).
Umgeben wird Saint-Launeuc von den vier Nachbargemeinden und der Commune déléguée:
| Mérillac                      | Éréac                                       |          |
| Merdrignac (Commune déléguée) | Kompassrose, die auf Nachbargemeinden zeigt | Lanrelas |
|                               |                                             | Trémorel |

## Toponymie und Geschichte
Der Name des Ortes ist in den Formen Sanctus Leonocus im 14. Jahrhundert, Saint Louennec im Jahr 1453, Sancto Leonoco im Jahr 1516 und Sanct Lanneus im Jahr 1630 belegt.
Saint-Launeuc kommt von Leonor (irischer Mönch) oder von Lawenos oder Leuenec (bretonischer Heiliger).
Der Name deutet auf eine frühmittelalterliche Besiedlung hin. Doch sind keine Urkunden aus dieser Zeit erhalten, die die Existenz von Saint-Launeuc beweisen. Die Überreste der Erdhügelburg Bois-du-Frau aus dem 11. Jahrhundert belegen eine Besiedlung ab diesem Zeitpunkt. Er scheint das älteste Zeichen des Feudalismus in der Gemeinde zu sein. Die Erinnerung an den Seigneur, der es bewohnte, ist verloren gegangen, aber es handelt sich zweifellos um dieselbe Linie wie die, die später die Burg von La Hardouinaye bewohnte, deren erster Bau auf das 13. Jahrhundert zurückgeht. Die Pfarrei Saint-Launec, eine Enklave des Bistums Dol im Bistum Saint-Malo, wurde wahrscheinlich zum Nachteil der Pfarrei Mérillac auf Gebieten gegründet, die aus dem Wald von La Hardouinaye gerodet wurden. Im 17. Jahrhundert ging die Herrschaft in die Hände der Saint-Perns über, die das Schloss La Bruyère errichteten. Die Gründung dieser Familie in Saint-Launeuc geht mit der Entwicklung der Schmiede La Hardouinaye einher, die in der zweiten Hälfte des 17. Jahrhunderts von Jacques Doisseau, dem Seigneur von Poulancre, gegründet wurde. Die Umgebung von Saint-Launeuc verfügt über zahlreiche Eisenvorkommen und ein großes Waldgebiet. Diese Aktivität ging jedoch zu Beginn des 19. Jahrhunderts zurück und wurde 1836 endgültig eingestellt. Saint-Launeuc wählte 1790 seine erste administrative Gemeinde und war bis 1820 Teil des Kantons Broons, während Éréac an Merdrignac angegliedert war.
Die Gemeinde gehörte von 1793 bis 1801 zum District Broons. Von 1801 bis 1821 war Saint-Launeuc dem Arrondissement Dinan zugeteilt, danach von 1821 bis 1926 dem Arrondissement Loudéac. Von 1926 bis 2017 war die Gemeinde Teil des Arrondissements Dinan.

## Bevölkerungsentwicklung
| Jahr                       | 1962 | 1968 | 1975 | 1982 | 1990 | 1999 | 2006 | 2013 | 2020 |
| Einwohner                  | 285  | 253  | 239  | 195  | 180  | 194  | 193  | 197  | 192  |
| Quellen: Cassini und INSEE |      |      |      |      |      |      |      |      |      |

Die zunehmende Mechanisierung der Landwirtschaft und die hohe Anzahl Gefallener des Ersten Weltkriegs führten zu einem Absinken der Einwohnerzahlen bis auf die Tiefststände in neuerer Zeit.

## Sehenswürdigkeiten
- Schloss La Bruyère, erbaut 1770, seit 1968 in Teilen als Monument historique eingeschrieben
- Kirche Saint-Léonore (älteste Teile aus dem 15. Jahrhundert; 1832 restauriert)
- Calvaire an der Kirche aus dem Jahr 1601
- Kapelle Notre-Dame-de-Bon-Secours in La Bruyère aus dem 17. Jahrhundert, Fassaden und Dächer seit 1969 als Monument historique eingeschrieben
- Alte Bauernhäuser in La Bruyère (16. Jahrhundert) und im Dorfzentrum
- Drei Wassermühlen in Pont-Neuf, Chante-Claire und Forge de la Hardouinaye
- Denkmal für die Gefallenen[8]
- Überreste einer Erdhügelburg in Le Bois-du-Frau
- Damm und Teich in Forge de la Hardouinaye

Quelle:, 

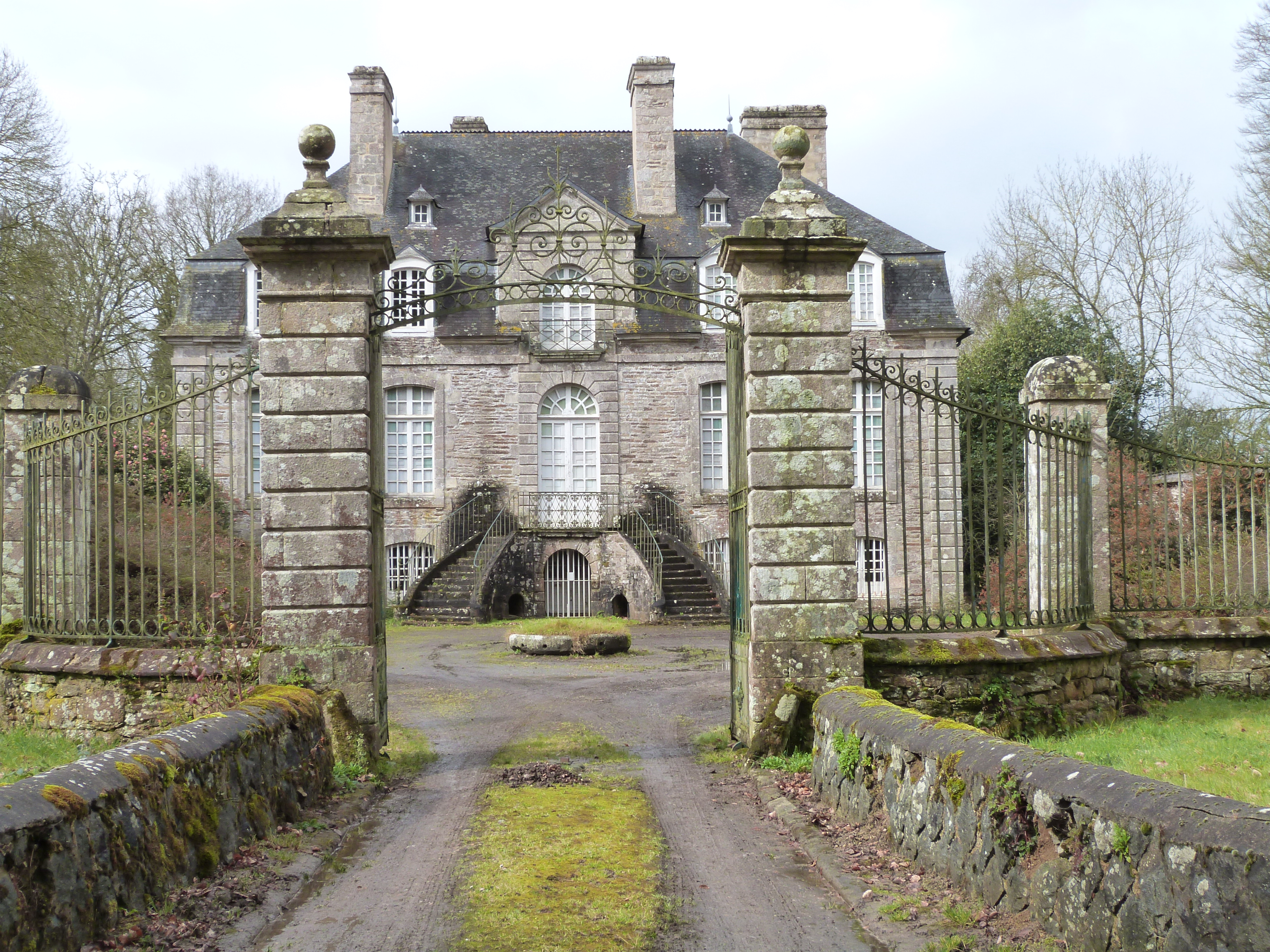
Schloss La Bruyère
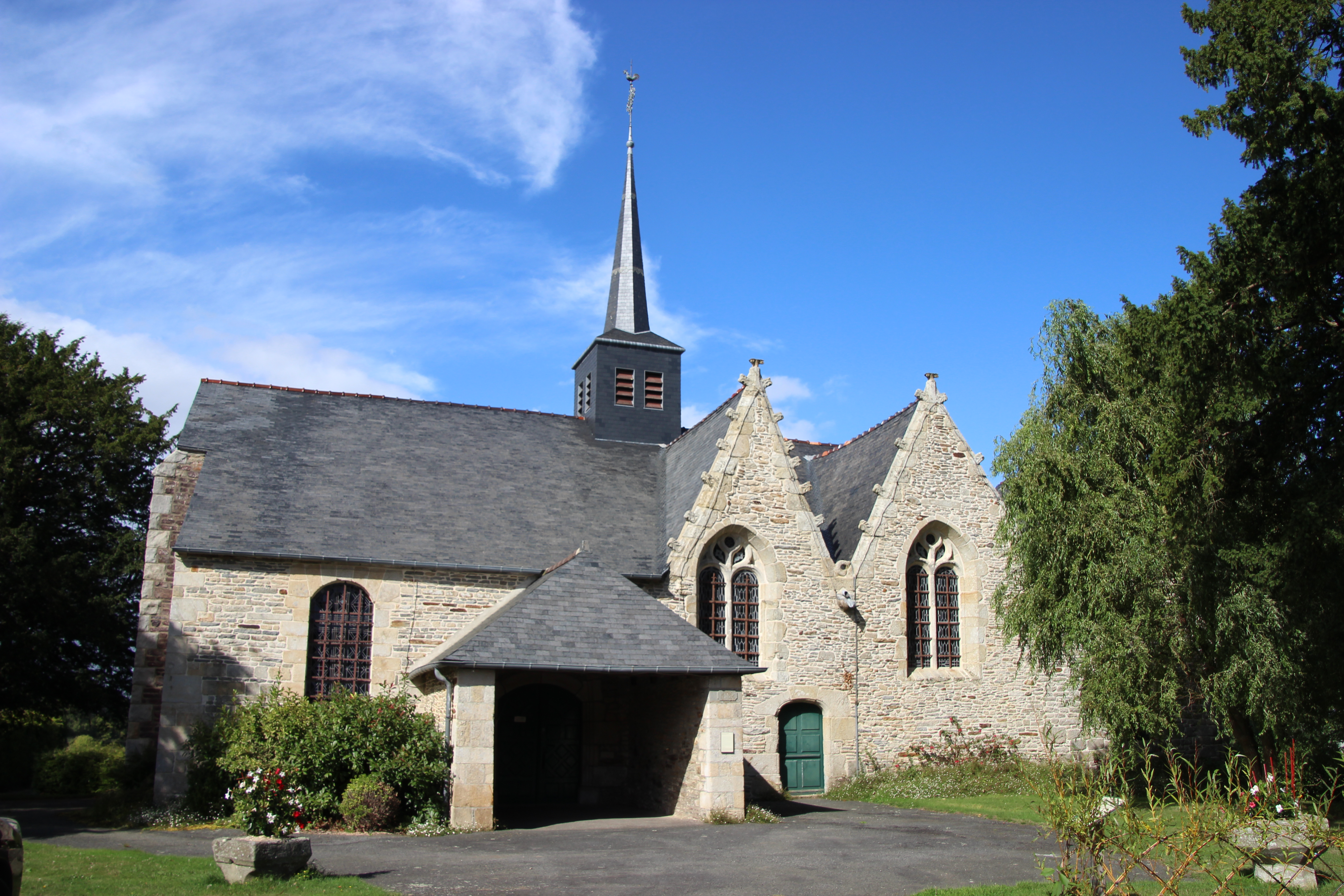
Kirche Saint-Léonore
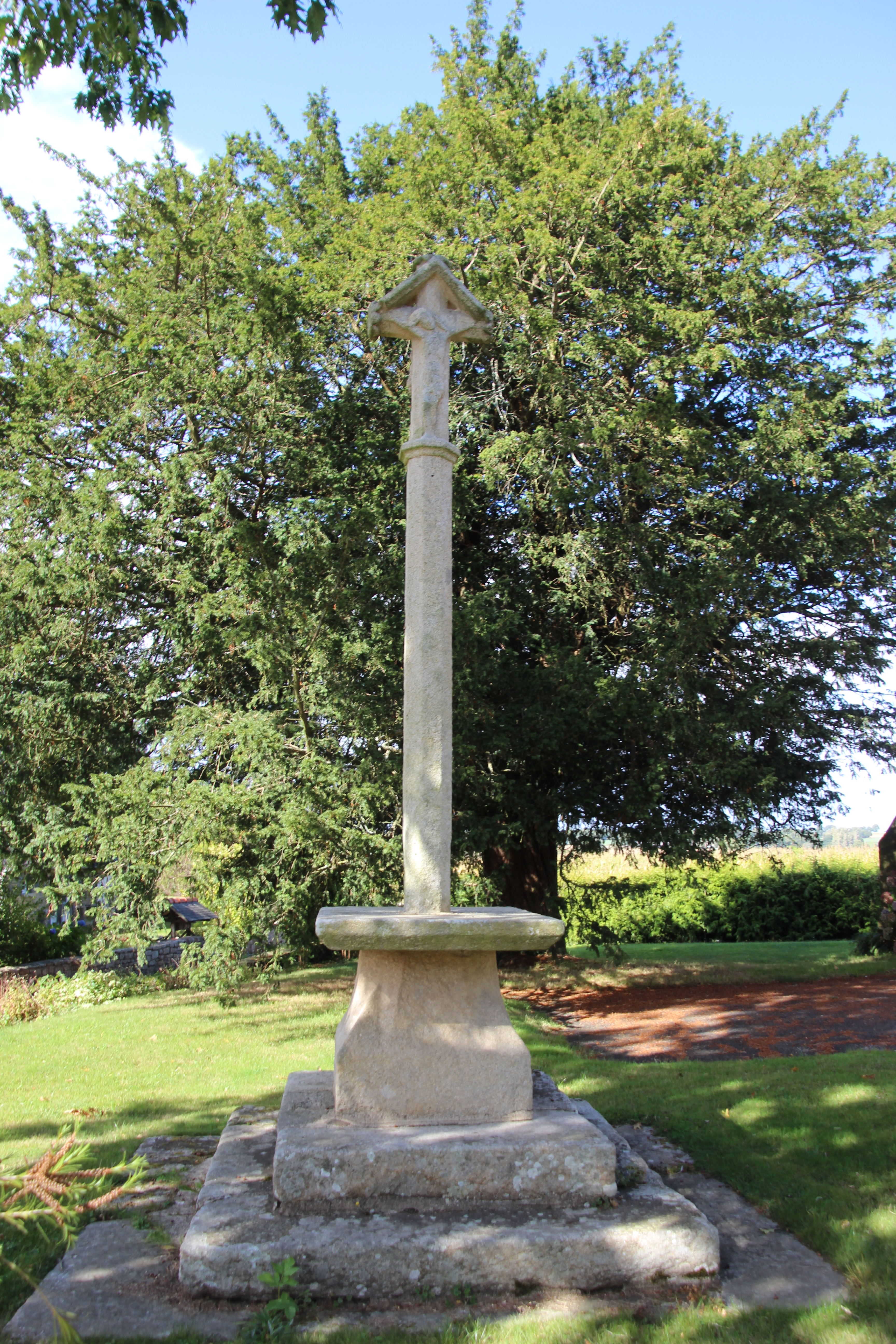
Calvaire
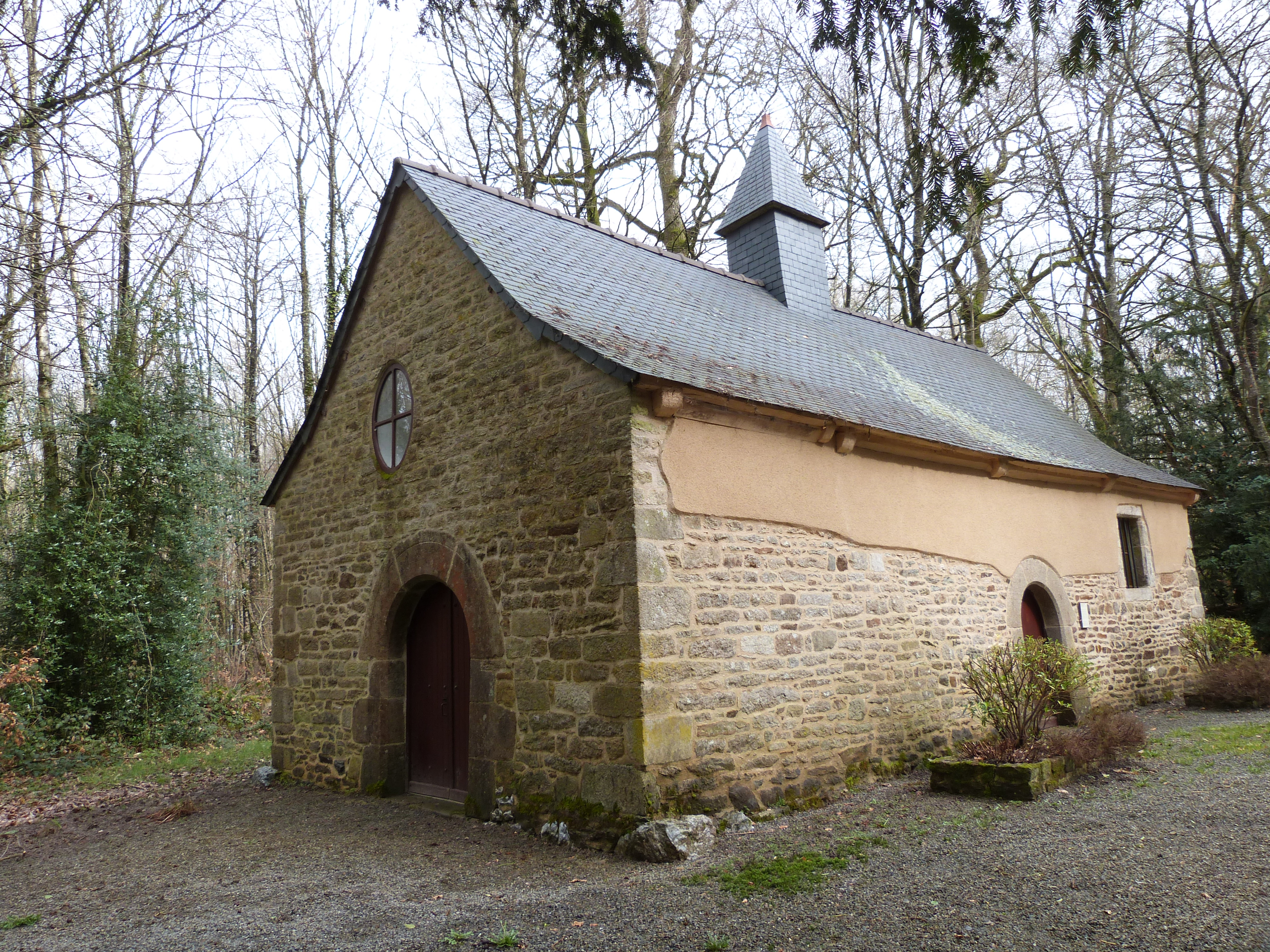
Kapelle Notre-Dame-de-Bon-Secours